# 海洋迎風號
海洋迎風號（MS Rhapsody of the Seas）是一艘隸屬皇家加勒比公司（Royal Caribbean International）的豪華郵輪，船上有兩個游泳池和6間酒吧。
6年的歐美航線營運後轉為南太平洋亞洲航線，包含澳洲、新加坡、香港、上海、南韓等站，2008夏天本船又臨時開闢一調薪航線經過西雅圖到阿拉斯加再於2008年冬天返回雪梨。大受歡迎後2009停靠西雅圖時公司宣佈此澳洲到阿拉斯加航線將營運到至少2011年四月。

## 特殊設施
- 攀岩場
- 露天游泳池
- 6座漩渦澡堂
- 活動屋頂的游泳池
- 中庭餐廳
- 主題酒吧
- 青少年娛樂中心
- 賭場
- 日間SPA和減肥中心

## 相關
- 郵輪碼頭
- 海洋自由號
- 艾米·林恩·布拉德利失蹤事件